# Außenbeitrag
Der Außenbeitrag (englisch trade balance) erfasst als volkswirtschaftliche Kennzahl die Werte sämtlicher Exporte und Importe von materiellen und immateriellen Gütern und Dienstleistungen eines Staates innerhalb einer Rechnungsperiode.

## Allgemeines
Im Sinne der makroökonomischen ex-ante-Analyse ist der Außenbeitrag die Nettonachfrage des Auslands, also die Differenz zwischen der Auslandsnachfrage und den Importen. Außenbeitrag ist der Saldo zwischen Export und Import von Gütern und Dienstleistungen, ein positiver Außenbeitrag heißt Exportüberschuss, ein negativer Importüberschuss.
Die Volkswirtschaftliche Gesamtrechnung (VGR) beinhaltet den Außenbeitrag als Überschuss der Einnahmen aus Exporten über die Ausgaben aus Importen oder umgekehrt. Diese Definition entspricht der von Eurostat für alle EU-Mitgliedstaaten. Sind die Exportwerte höher als die Importwerte, ergibt sich ein positiver Saldo, der Nettoexport genannt wird; umgekehrt liegt ein Nettoimport vor.
Zum Außenbeitrag gehört neben der Handelsbilanz auch die Dienstleistungsbilanz. Letztere beinhaltet den Reiseverkehr, Transportwesen, sowie Patent- und Lizenzgebühren.

## Ermittlung
Der Außenbeitrag setzt sich aus den Salden der Handels- und Dienstleistungsbilanz zusammen. Im Gegensatz zum Saldo der Leistungsbilanz erfasst der Außenbeitrag nicht die laufenden Übertragungen (Transferzahlungen, beispielsweise Zahlungen an den EU-Haushalt; früher in der Übertragungsbilanz erfasst).
Das Bruttoinlandsprodukt {\displaystyle {\text{BIP}}} und die Importe {\displaystyle {\text{Im}}} stehen den inländischen Wirtschaftssubjekten für Konsum {\displaystyle {\text{C}}}, Investitionen {\displaystyle {\text{I}}} und Exporte {\displaystyle {\text{Ex}}} zur Verfügung:
{\displaystyle {\text{BIP}}+{\text{Im}}={\text{C}}+{\text{I}}+{\text{Ex}}}.
Durch Umformung ergibt sich als Zwischenresultat:
{\displaystyle {\text{BIP}}={\text{C}}+{\text{I}}+{\text{(Ex – Im)}}}.
Durch Isolation ergibt sich der Außenbeitrag als
{\displaystyle {\text{Außenbeitrag}}={\text{Ex}}-{\text{Im}}}.
Ist der Wert der Exporte höher als der Importe, so liegt ein Nettoexport vor:
{\displaystyle {\text{Nettoexport}}={\text{Ex}}>{\text{Im}}}.
Bei einem Nettoimport überwiegen die Importe:
{\displaystyle {\text{Nettoimport}}={\text{Ex}}<{\text{Im}}}.
Gleichen sich die Importe und Exporte wertmäßig ausnahmsweise aus, ist der Außenbeitrag „null“.
Die Außenbeitragsquote ist der Anteil des Außenbeitrags am BIP:
{\displaystyle {\text{Außenbeitragsquote}}={\frac {{\text{Ex}}-{\text{Im}}}{\text{BIP}}}}.
Sie zeigt, welcher Anteil des Bruttoinlandsproduktes nicht für Konsum oder Investitionen verwendet und somit gespart wird. Eine negative Außenbeitragsquote zeigt, wie hoch die aus Ersparnis finanzierten Konsumausgaben und Investitionen in Relation zum Bruttoinlandsprodukt sind.

## Wirtschaftliche Aspekte
Von erheblicher Bedeutung in der Außenwirtschaft ist die Frage, in welchem Umfang ein Staat anderen Ländern seine Leistungen netto bereitstellt oder netto für die eigene Verwendung aus dem Ausland erhält; diese Frage wird durch den Außenbeitrag beantwortet. Bei einem Außenbeitrag von „null“ entspricht das BIP der inländischen Verwendung, bei einem Nettoexport absorbiert das Ausland einen Teil des inländischen BIP, bei einem Nettoimport beansprucht das Inland Leistungen aus dem Ausland. Der Außenbeitrag wird daher häufig als Maßstab für außenwirtschaftliches Gleichgewicht benutzt.
Ein Außenbeitrag von „null“ ist eher ein Zufall, so dass es meist Exportnationen (Nettoexport; „Exportweltmeister“) oder  importlastige Staaten (Nettoimport) gibt. Im Jahre 2015 wiesen weltweit 123 Staaten ein Handelsbilanzdefizit, aber lediglich 62 Staaten einen Handelsbilanzüberschuss aus. Beiden fehlt es am außenwirtschaftlichen Gleichgewicht, denn auch der Handelsbilanzüberschuss ist ein Ungleichgewicht. Gleichgewicht bedeutet, dass der Saldo der Ausgaben aus Importen und der Einnahmen aus Exporten mittelfristig „null“ ist. Auch ein Außenbeitrag von „null“ bedeutet noch kein außenwirtschaftliches Gleichgewicht, denn die übrigen Teilbilanzen können Überschüsse oder Defizite ausweisen.
Einem positiven (negativen) Außenbeitrag steht in der Regel ein Netto-Kapitalexport (-Kapitalimport) gegenüber, weil der Nettoexport an Waren und Dienstleistungen vom Ausland nicht in Form einer Gegenlieferung von Waren und Dienstleistungen bezahlt wird. Wenn die USA beispielsweise mehr aus Deutschland importieren als sie selbst nach Deutschland exportieren, macht dies (wenn der Ausgleich der Zahlungsbilanz nicht über eine andere Teilbilanz erfolgt) einen Kapitalexport Deutschlands in die USA erforderlich, sei es, dass den USA aus Deutschland ein Kredit gewährt wird, sei es, dass deutsche Wirtschaftssubjekte in den USA einen Unternehmenskauf tätigen, so dass die USA mit diesen Einnahmen ihren Importüberschuss gegenüber Deutschland bezahlen können, oder ähnliche Formen von Kapitalexport. Ein anhaltender Exportüberschuss führt also zu einem Anstieg des finanziellen Nettoauslandsvermögens, d. h. entweder zur Erhöhung einer Nettogläubigerposition oder zur Reduktion einer Nettoschuldnerposition, wenn auch nicht notwendigerweise im Verhältnis zum BIP.
Ein Nettoexport führt zu steigenden Währungsreserven. Sie entstehen durch Leistungsbilanzüberschüsse eines Staates oder Wirtschaftsraumes. Nettoexporte können zum Abbau der Fremdwährungsschulden beitragen. Umgekehrt führen Nettoimporte zum Abbau von Währungsreserven, weil sie mit Devisen bezahlt werden müssen, was die Devisenbilanz belastet und zur Erhöhung der Staatsschulden beitragen kann. Zunehmende außenwirtschaftliche Ungleichgewichte werden als mögliche Ursache der Finanzkrise ab 2007 kritisch erörtert.

## Statistik
Der Außenbeitrag in Deutschland entwickelte sich zwischen 2009 und 2022 wie folgt (VGR; in Mrd. Euro):
| Jahr | Außenbeitrag |
| ---- | ------------ |
| 2009 | + 122,6      |
| 2010 | + 134,9      |
| 2011 | + 132,2      |
| 2012 | + 167,5      |
| 2013 | + 161,9      |
| 2014 | + 193,8      |
| 2015 | + 229,8      |
| 2016 | + 231,2      |
| 2017 | + 231,6      |
| 2018 | + 205,2      |
| 2019 | + 196,3      |
| 2020 | + 191,7      |
| 2021 | + 191,6      |
| 2022 | + 79,5       |

Das im Jahre 2019 geänderte Konzept der VGR erfasst lediglich diejenigen Wirtschaftssubjekte, die ihren Geschäftssitz oder Wohnsitz im Inland haben (Inlandskonzept).
Die Länder mit dem höchsten Nettoexport (nur Handelsbilanzüberschuss) waren 2019:
| Staat               | Exportüberschuss 2019 in Mrd. US-$ |
| ------------------- | ---------------------------------- |
| Volksrepublik China | + 421,90                           |
| Deutschland         | + 254,94                           |
| Russland            | + 164,24                           |
| Saudi-Arabien       | + 126,70                           |
| Niederlande         | + 73,26                            |
| Irland              | + 71,30                            |
| Italien             | + 59,15                            |
| Australien          | + 50,02                            |
| Taiwan              | + 43,46                            |
| Katar               | + 41,29                            |

Die Volksrepublik China führt seit 2009 die Liste der Exportweltmeister an, gefolgt von Deutschland und Russland.

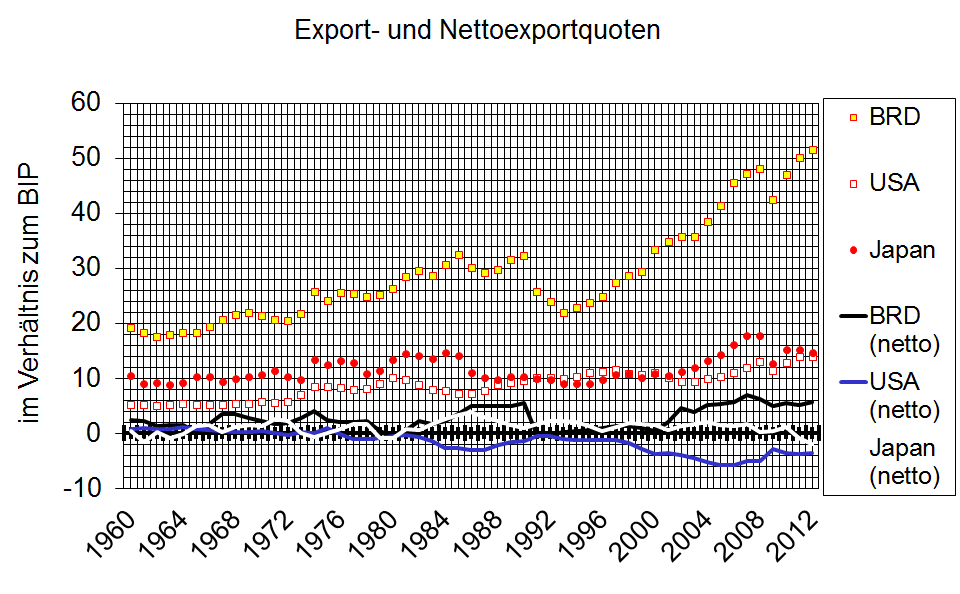
Exporte und Exportüberschüsse im Verhältnis zum BIP

In der Abbildung sind für die drei größten Volkswirtschaften der Welt (die Triade) die Exporte im Verhältnis zum jeweiligen BIP dargestellt, außerdem der Nettoexport im Verhältnis zum BIP. Während Deutschland (bis 2008 Exportweltmeister) und Japan einen Exportüberschuss verzeichnen, sind für die USA die Importe größer als die Exporte.
Im Warenhandel erzielte Deutschland 2006 laut Deutscher Bundesbank einen Nettoexport gegenüber dem Vereinigten Königreich von 23,7 Mrd. Euro (2004: 24,5 Mrd. Euro), gegenüber den USA von 27,9 Mrd. Euro (2004: 23,5 Mrd. Euro) und gegenüber Frankreich einen von 22,3 Mrd. Euro (2004: 23,0 Mrd. Euro). Dagegen verzeichnet Deutschland gegenüber China ohne Hongkong einen Nettoimport von 20,4 Mrd. Euro (2004: 10,5 Mrd. Euro) und gegenüber Japan von 10,5 Mrd. Euro (2004: 7,0 Mrd. Euro).
Bei den Einnahmen aus an das Ausland geleisteten Dienstleistungen und den Ausgaben für Dienstleistungen des Auslands erzielte Deutschland 2006 ein Minus in Höhe 38,2 (2004 33,0 Mrd. Euro), so dass der Überschuss bei der Außenhandelsbilanz, die den Handel mit Waren und Dienstleistungen umfasst, geringer ist als bei der Warenhandelsbilanz. Per Saldo das größte Minus erzielte bei den Dienstleistungen Deutschland gegenüber den klassischen Urlaubsländern Österreich (−6,2 Mrd. Euro), Spanien (−6,1 Mrd. Euro) und Frankreich (−3,9 Mrd. Euro). Überschüsse erzielte bei den Dienstleistungen Deutschland beispielsweise gegenüber Dänemark (+0,3 Mrd. Euro), Japan (+0,6 Mrd. Euro) und China ohne Hongkong (+0,1 Mrd. Euro).